# La Cerlangue

La Cerlangue este o comună în departamentul Seine-Maritime, Franța. În 1 ianuarie 2022 avea o populație de 1.297 de locuitori.